# Barton Swing Aquaduct

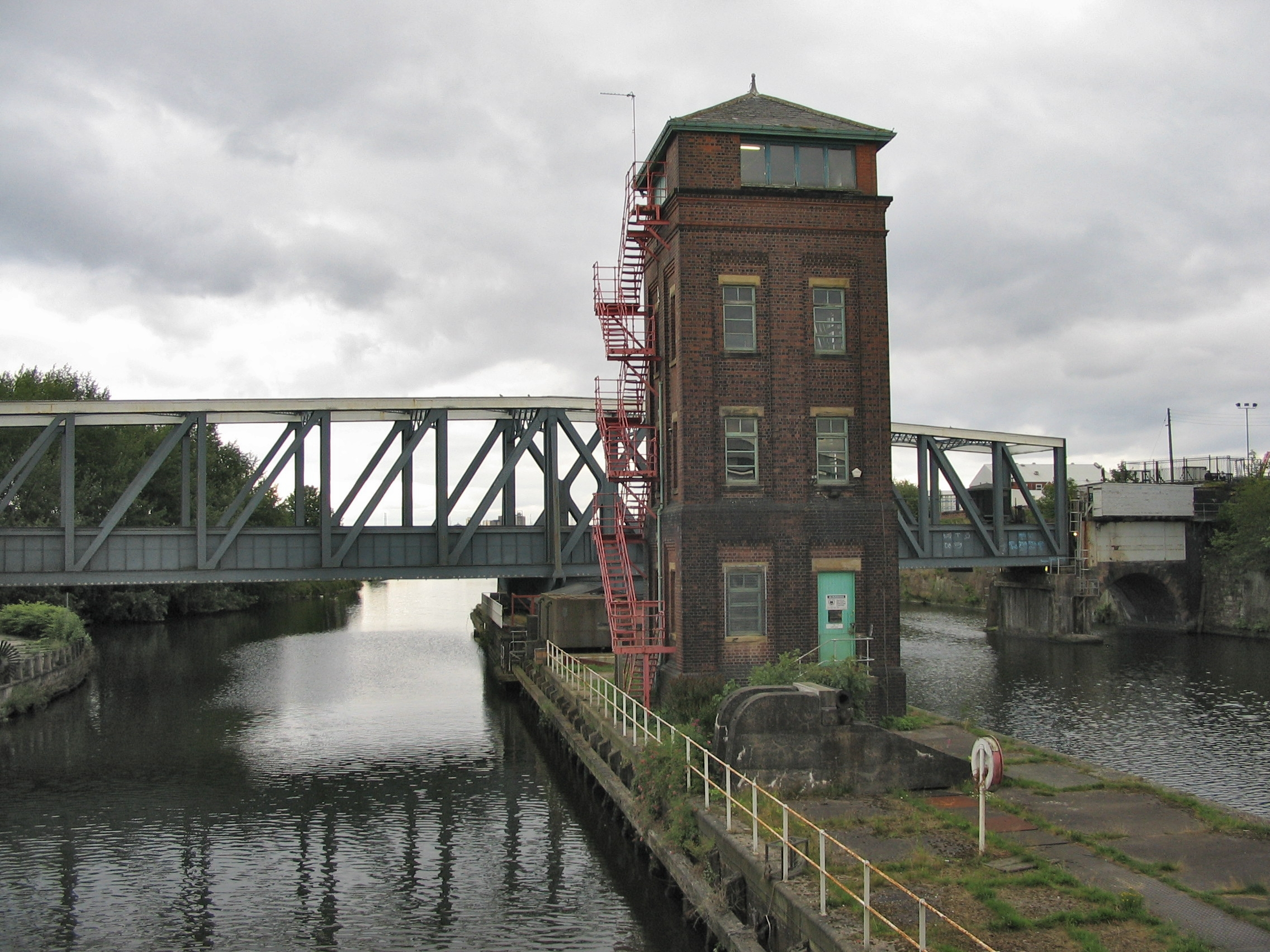
Het Barton Swing Aquaduct over het Manchester Ship Canal

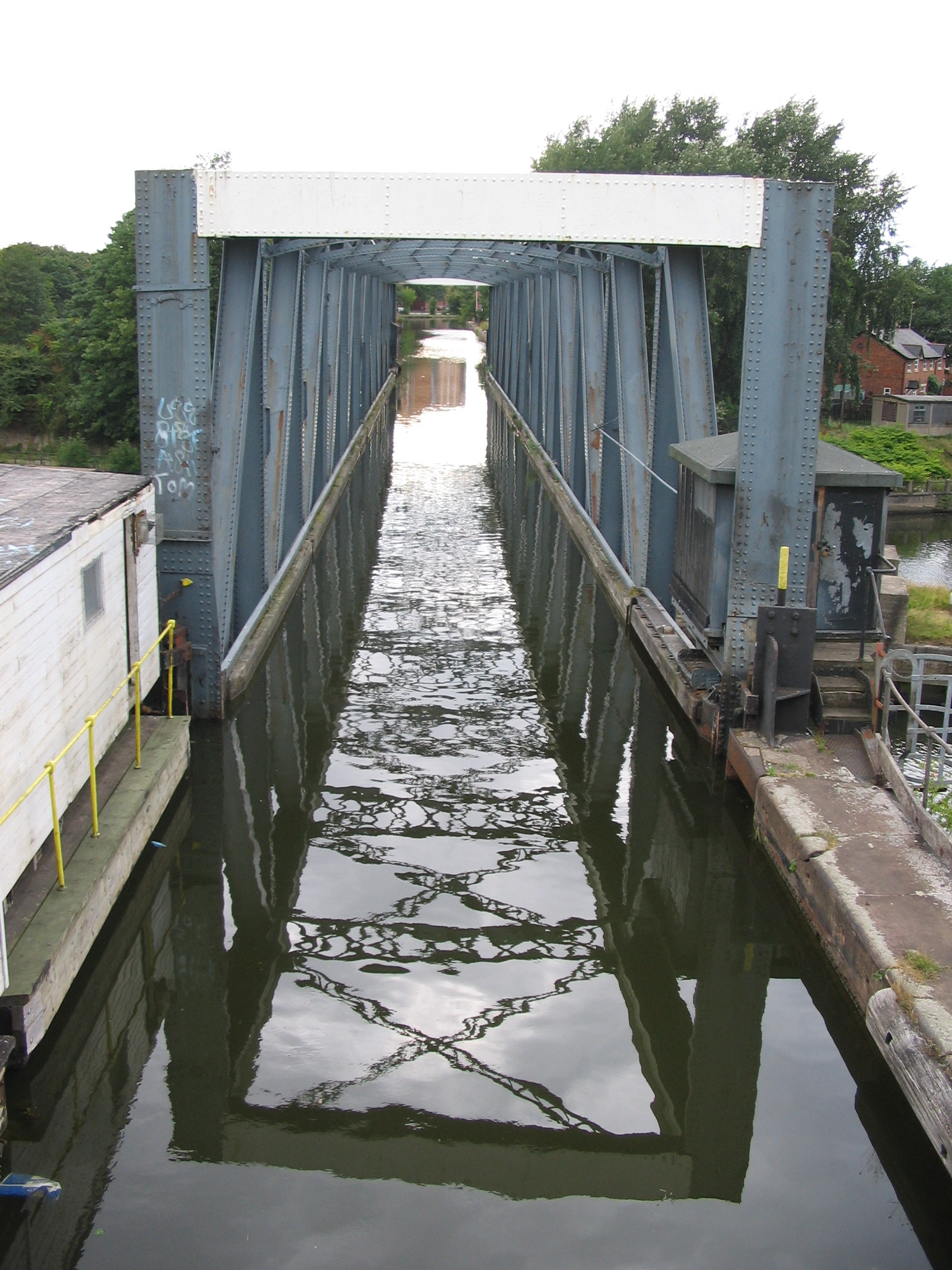
Het Bridgewater Canal over het aquaduct

Het Barton Swing Aquaduct is een draaibaar aquaduct in het Verenigd Koninkrijk, dat het Bridgewater Canal over het Manchester Ship Canal voert in Barton bij Manchester.
In gesloten positie laat het aquaduct het verkeer door op het Bridgewater Canal over het Manchester Ship Canal. Wanneer op dit laatste zeeschepen dienen te passeren wordt het hele aquaduct op een centrale as gelegen op een kunstmatig eiland midden in het Manchester Ship Canal 90 graden gedraaid. De 70 meter lange en 800 ton zware waterhoudende bak van het aquaduct en de beide kanaalpanden van het Bridgewater Canal worden in dit geval middels waterdichte deuren afgesloten.
Het aquaduct werd ontworpen door Edward Leader Williams, bij de bouw van het Manchester Ship Canal, en gebouwd door Andrew Handyside uit Derby. Het werd operationeel in 1893.

Oorspronkelijk liep langs het aquaduct een jaagpad, maar dit is om veiligheidsredenen verwijderd.